# 华亭宾馆

上海华亭宾馆

华亭宾馆是一间位于上海市徐汇区的五星级酒店，也是上海的第一家五星级酒店。其位于中山西路漕溪北路口，上海体育馆对面，与南华亭酒店相邻。开业于1986年11月29日，拥有客房773间，餐厅5间与酒吧1间。自宾馆开业后，基辛格、霍英东、斯皮尔伯格和莎拉·布莱曼曾先后入住过华亭宾馆。此外，宾馆曾在1987年被中国建筑业联合会评为鲁班奖，1988年被美国《Conde Nast Traveler》评为世界最佳饭店，而所在建筑则曾被评为上海市1949～1989年十佳建筑。华亭宾馆也曾是上海第一家引进国外酒店管理系统的宾馆，现在宾馆由锦江国际酒店管理有限公司管理。

## 历史
改革开放后，上海缺少足够的供国际游客于夜间歇息的饭店。为了应对这个客房缺口，上海市政府便决定在徐家汇的西南角，也就是现址兴建一座现代化的豪华酒店。在拆除了一家电线杆制造厂、一所小学和一个幼儿园后，宾馆于1983年8月1日开工。工程由上海华亭（集团）联营公司投资8200万美元建造。建筑总体方案由香港王董建筑师事务有限公司提出，并由华东建筑设计研究院实施设计。酒店由主楼和辅楼两部分组成，建筑总面积97000平方米，高90米，呈“Ｓ”形圆柱。主楼北端呈7级阶梯型，中间设有透明的观光电梯；裙房墙面饰以贵妃红花岗石，裙房顶部为屋顶花园。
1986年6月30日，华亭宾馆建成投入使用。同年11月29日，正式开业，馆名由胡耀邦题写。开业后，由于缺乏管理大酒店的经验，自1987年4月30日起，酒店委托喜来登酒店进行管理，也就成为了上海第一家中外合营的酒店。1997年5月1日，华亭集团（1999年被锦江集团合并）接手酒店管理权。2001年，第六届三星火灾杯世界围棋公开赛决赛在华亭宾馆举行。
2022年2月16日，华亭宾馆暫時閉門改造。2月21日起该酒店作为入境人员隔离酒店使用，但由于管理疏漏，引发本土感染并导致病毒传播，成为上海市大规模爆发2019冠状病毒病本土聚集性疫情的爆发点。3月5日被列为中风险地区。3月15日，上海市政府副秘书长、市疫情防控领导小组办公室主任顾洪辉表示，上海市已成立调查组，对华亭宾馆集中隔离点开展专项调查。3月20日调整为低风险地区。6月11日，上海市委就此问题做出處理。

## 酒店设施
酒店三楼设有克拉克海奇健身中心，拥有按摩室、健身房、室内游泳池、室内跳操，桑拿房、蒸汽浴、漩流浴等多种设施。华亭宾馆还拥有5间餐厅和1间酒吧，包括一间自助餐厅、一间日式餐厅和两间中式餐厅。酒吧位于大堂。此外，酒店还有14个会议室，总面积达2270平方米。

## 举办较大活动
- 72小时网络生存测试，于1999年

## 邻近
- 上海体育馆
- 上海游泳馆
- 徐汇新村

## 交通
- 地铁：
  - 1号线、4号线上海体育馆站
  - 3号线漕溪路站